# Jaroslav Votava
Jaroslav Votava (* 6. května 1947) je bývalý český fotbalový obránce.

## Hráčská kariéra
V československé lize hrál za Slavii Praha, aniž by skóroval. Nastoupil v jediném prvoligovém utkání, které se hrálo v neděli 18. srpna 1968 v Košicích proti domácí Lokomotívě Košice (prohra 0:1). V nižší soutěži hrál i za Spartak BS Vlašim.

### Prvoligová bilance
| Ročník                                   | Zápasy | Góly | Minuty | Klub              |
| ---------------------------------------- | ------ | ---- | ------ | ----------------- |
| I. liga 1968/69                          | 1      | 0    | 90     | SK Slavia Praha   |
| 2. československá fotbalová liga 1974/75 | -      | -    | -      | Spartak BS Vlašim |
| CELKEM I. ČS. LIGA                       | 1      | 0    | 90     |                   |